# DEAD or ALIVE
「DEAD or ALIVE」（デッド・オア・アライブ）は、PENICILLINの4枚目のシングル。

## 概要
- 1998年10月21日に再発売された。

## 収録曲
1. DEAD or ALIVE (4:28)
作詞:HAKUEI 作曲:PENICILLIN 編曲:PENICILLIN&西平彰
2. ナルシスの花 (4:10)
作詞:HAKUEI 作曲:PENICILLIN 編曲:PENICILLIN&西平彰
3. マザー・グース (1996.2.11 NHK HALL インディーズラストライヴ) (5:00)
作詞:HAKUEI 作曲:千聖 編曲:PENICILLIN